# Havneby (Rømø)
 For alternative betydninger, se Havneby. (Se også artikler, som begynder med Havneby)
Havneby er en kystby på Rømøs sydspids ud til Vadehavet. Byen har 258 indbyggere  (2024), hvilket gør den til den største by på Rømø. Den ligger i Tønder Kommune og tilhører Region Syddanmark.
Havnen blev anlagt i 1961-64 og herfra fiskes rejer og muslinger. Desuden nyder byen godt af turisme, og har derfor mange sommerhuse, hoteller og feriecentre. Fra Havneby er der forbindelse med Rømø-Sild færgen til List på Sild.

## Historie
Havneby blev første gang nævnt under Slaget i Listerdyb den 1. juli 1644 mellem danske og hollandske-svenske skibe, da matrosen Gram vom König fik tilladelse til at åbne en kro med alkoholudskænkning. To bjergede kanoner fra tiden under Trediveårskrigen erindrer i dag om søslaget.
I det 19. århundrede havde den danske regering planer om at bygge en eksporthavn med dæmning til Jylland ved Listerdyb. Efter 2. Slesvigske Krig 1864 blev Rømø et tysk område og den danske regering måtte opgive planerne. I stedet blev havnen i 1869 bygget i Esbjerg.

## Galleri
- Havneby set fra luften
- Småbåde med Sildfærgen i baggrunden
- Fiskerbåde i Havneby
- Rømø Isværk
- Kystredningstjenesten
- Havneby Kro
- De 2 svenske kanoner